# Osiel Cárdenas Guillén
Artikeln följer den spanska namnseden; faderns efternamn är Cárdenas och moderns efternamn Guillén.

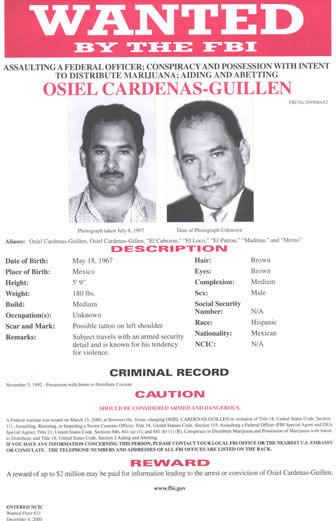
Osiel Cárdenas Guillén efterlyst av det amerikanska federala polisen Federal Bureau of Investigation (FBI) år 2000.

Osiel Cárdenas Guillén, född 18 maj 1967 i Matamoros i Tamaulipas, är en mexikansk dömd knarkkung. Han var ledare för brottssyndikatet Cártel del Golfo samt medgrundare till Los Zetas.
Innan han blev involverad i kriminalitet och narkotikasmuggling, arbetade han som mekaniker och polis. På 1990-talet anslöt han sig till Cártel del Golfo och tog kontrollen över den tillsammans med Salvador "El Chava" Gómez Herrera. De två ledde brottssyndikatet framgångsrikt dock hade Cárdenas Guillén svårt med Gómez Herreras excentriska och manipulativa personlighet. 1998 beordrade han Arturo Guzmán Decena, före detta plutonchef för det mexikanska arméns flygburna specialförband Grupo Aeromóvil de Fuerzas Especiales (GAFE), som hade tränats av amerikanska U.S. Army Special Forces och Guatemalas ökända specialstyrka Kaibiles samt andra specialförband från Frankrike och Israel, att mörda Gómez Herrera. Efter ett dop av Cárdenas Guilléns dotter åkte Guzmán Decena och Gómez Herrera tillsammans i en Dodge Durango, Gómez Herrera satt i främre passagerarsätet medan Guzmán Decena satt i baksätet. Efter några minuters färd tog Guzmán Decena fram en pistol och sköt Gómez Herrera i bakhuvudet, vilket ledde till att Gómez Herrera avled omedelbart. Cárdenas Guillén blev ensam ledare för Cártel del Golfo och mordet visade på att Guzmán Decena var en man som Cárdenas Guillén kunde lita på. 1999 grundade de två en paramilitär med namnet Los Zetas, där ett 30-tal militärer rekryterades från Guzmán Decenas gamla förband. De var initialt en personlig livvaktsstyrka åt Cárdenas Guillén men blev med tiden en allt viktigare komponent och verktyg för honom att sätta in när svåra situationer skulle lösas  och vilka Cártel del Golfo inte skulle förknippas med.
1999 var ett händelserikt år för Cárdenas Guillén men i slutändan ledde det till hans fall som knarkkung. I maj genomförde den amerikanska immigrations- och tullpolisen United States Immigration and Customs Enforcement en operation tillsammans med sheriffkontoret för Cameron County i Texas, där man infiltrerade Cártel del Golfo. En sheriff i Cameron County som agerade under täckmantel blev beordrad av individer ur Cártel del Golfo att köra en lastbil med 988 kilo marijuana mellan Mexiko och USA. Sheriffen vägrade genomföra körningen och Cárdenas Guillén fick vetskap om detta och dödshotade sheriffen. I november fick Cárdenas Guillén tips om att amerikanska federala poliser tillhörande Drug Enforcement Administration (DEA) och Federal Bureau of Investigation (FBI) körde omkring i Matamoros med en mullvad, som informerade poliserna om olika platser och tillhåll där medlemmar ur Cártel del Golfo höll till. Cárdenas Guillén beslutade att först följa efter och sen konfrontera amerikanarna. När han och kartellmedlemmar stoppade dem så krävde han att mullvaden skulle lämnas över annars skulle det tas till våld. Mötet slutade med att han och Cartel del Golfo släppte poliserna och mullvaden mot att de omedelbart skulle återvända till USA efter att han blev övertalad att inte fullfölja sitt hot annars skulle han och brottssyndikatet få hela den amerikanska polisapparaten på sig. De påminde honom också vad som hände med de inblandande personerna och Cártel de Guadalajara efter mordet på DEA-agenten Enrique Camarena 1985. Denna händelse var hans största misstag som ledare för Cartel del Golfo, eftersom han då blev en prioritet för den amerikanska federala regeringen, som omedelbart satte press på Mexiko att arrestera honom.
I mars 2003 blev han arresterad av den mexikanska armén efter ett tillslag mot ett näste i Matamoros. 2007 blev han utlämnad till USA och 2010 dömdes han till 25 års fängelse för fem åtalspunkter (feloni) efter att han gick med på att förmedla information om andra brottssyndikat till den amerikanska federala regeringen samt att avstå 50 miljoner $ i tillgångar. Han blev placerad på USA:s federala högriskfängelse ADX Florence på grund av hans status och inflytande. Det pratades om att han hade fortsatt att leda sitt brottssyndikat när han var inspärrad på mexikanska fängelser mellan 2003 och 2007.